# 生态恢复

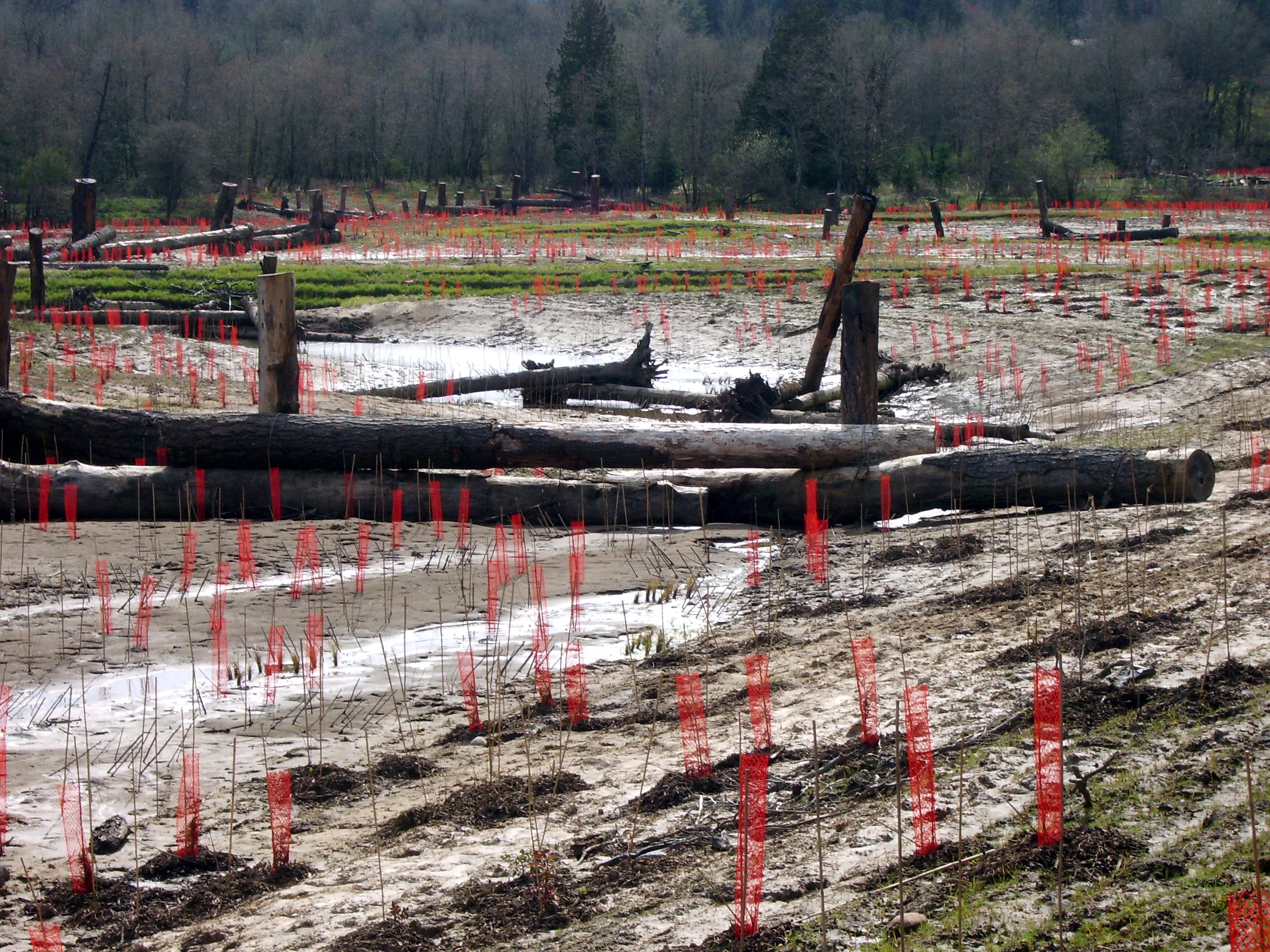
生態復育約翰遜溪的一部分，以恢復長期以來被改造成放牛牧場土地的生物沼澤和防洪功能

生态恢复是指恢复被损害的生态系统到接近于被损害前的自然状况的管理过程，即重建该系统干扰前的结构与功能及有关的物理、化学和生物学特征的过程。
“生态恢复”的称谓过去主要应用在欧美国家，在日本和中国曾用“生态修复”这一称谓，也有使用“生态重建”这一称谓的。

## 特征
- 强调受损的生态系统要回复到具有生态学意义的理想状态。生态恢复并不完全是自然的生态系统次生演替，人类可以有目的地对受损生态系统进行干预。
- 强调生态完整性恢复。生态恢复并不是物种的简单恢复，而是对系统的结构、功能、生物多样性和持续性进行全面的恢复。
- 强调应用生态学过程的重要性。演替是生态系统的基本过程和特征，生态恢复本质上是生物物种和生物量的重建，以及生态系统基本功能恢复的过程。

## 应用
生态恢复可以应用于自然或者人为影响下的生态破坏、被污染土地的治理，包括灾后重建、棕地恢复、湿地保护和城市绿地建设等。